# Gallenkirch

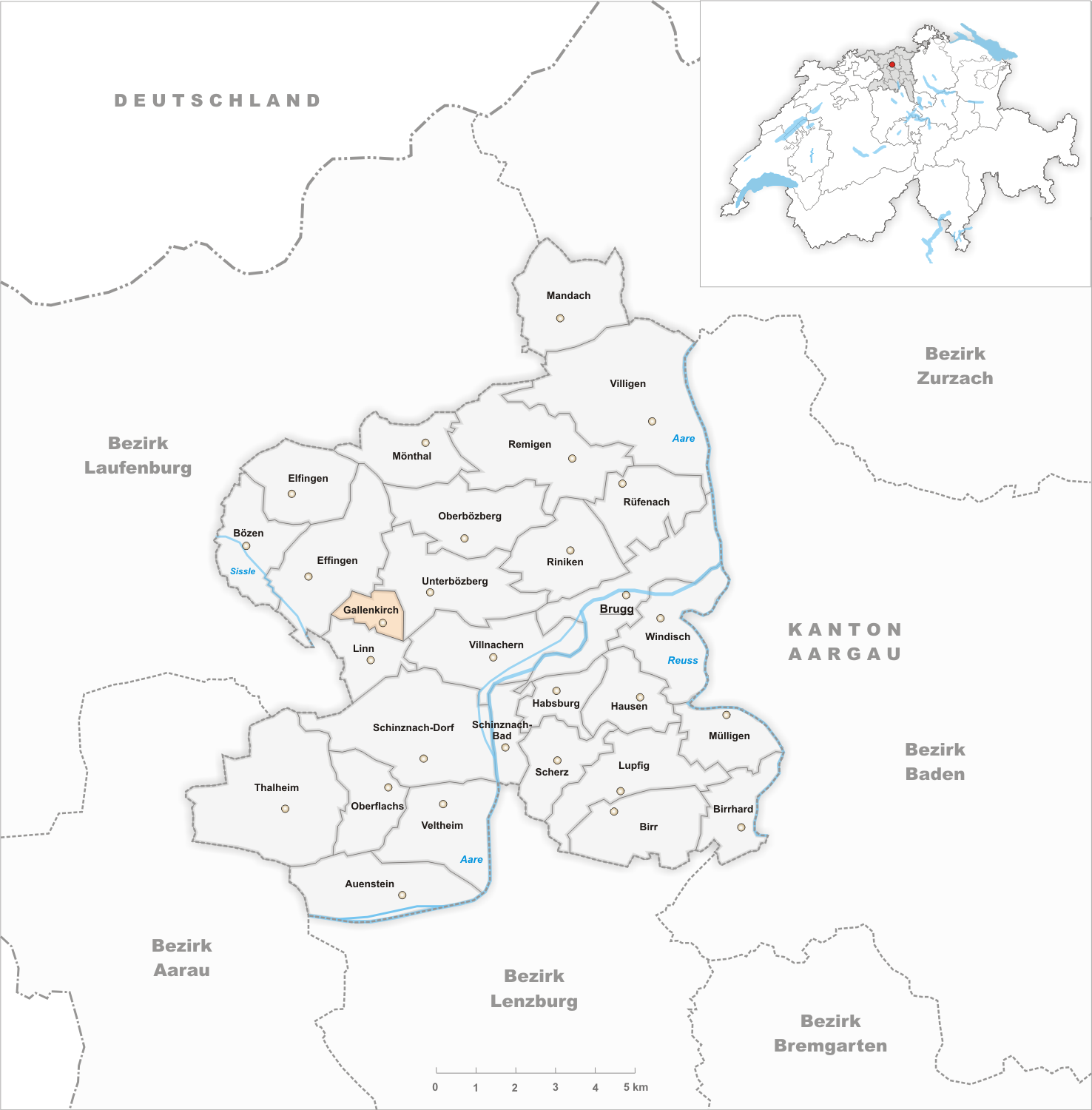
Gemeindestand vor der Fusion am 1. Januar 2013

Gallenkirch (im schweizerdeutschen Ortsdialekt: ˈgɑləˌχɪlχ) ist ein Dorf im Schweizer Kanton Aargau. Es war bis Ende 2012 eine selbständige Einwohnergemeinde im Bezirk Brugg und ging am 1. Januar 2013 in der neuen Gemeinde Bözberg auf.

## Geographie
Gallenkirch liegt etwas mehr als fünf Kilometer westlich des Bezirkshauptorts Brugg, auf einer sanft gewellten Hochebene im Tafeljura. Knapp einen halben Kilometer östlich befindet sich der 560 Meter hohe Bözbergpass, der Übergang zwischen Aaretal und Fricktal. Im Nordwesten liegt ein tief eingeschnittenes Tobel, in dem einer der Quellbäche der Sissle entspringt. Im Südwesten fällt das Gelände zum Sagenmülital ab. Die Fläche des ehemaligen Gemeindegebiets betrug 137 Hektaren. Der höchste Punkt lag auf 582 Metern im Gebiet Holzmatten, der tiefste auf 490 Metern im Tobel. Nachbargemeinden waren Unterbözberg im Nordosten, Linn im Süden und Effingen im Nordosten.

## Geschichte
Die erste urkundliche Erwähnung als Gallenkilch erfolgte im Jahr 1338 in einer Urkunde des Damenstifts Säckingen. Der Ortsname stammt vom althochdeutschen (ze) Gallinkirihhun und bedeutet «bei der Kirche des Gallus». Gemäss einer Legende sollen die irischen Mönche Columban und Gallus im Jahr 612 hier gerastet haben. Wenige Wochen später und rund 150 Kilometer weiter östlich gründete Gallus eine Einsiedelei, aus der sich die Stadt St. Gallen entwickelte. Zum Gedenken entstand die Galluskapelle, daher stammt auch der Name des Dorfes. Die Kapelle wurde allerdings im Mittelalter aufgegeben und in ein Wohnhaus, das heute noch existierende Gallushaus, umgebaut.
1460 erwarb die Stadt Bern vom Damenstift Säckingen die Herrschaftsrechte über das Dorf, um damit den wichtigen Passübergang über den Bözberg an der Grenze zu Vorderösterreich zu sichern. Gallenkirch war nun Bestandteil des Gerichtsbezirks Thalheim innerhalb des Amts Schenkenberg und somit Teil des Berner Aargaus. 1528 führten die Berner die Reformation ein. Beim Franzoseneinfall im März 1798 wurde die Helvetische Republik errichtet und 1803 aufgelöst. Seither gehört Gallenkirch zum Kanton Aargau. Zwischen 1850 und 1980 sank die Einwohnerzahl um fast 40 Prozent. Seither hat sie sich beinahe verdoppelt, dennoch gehört Gallenkirch bis heute zu den kleinsten Aargauer Dörfern.
Am 2. Dezember 2011 stimmte die Gemeindeversammlung dem Fusionsvertrag mit den Nachbargemeinden Linn, Oberbözberg und Unterbözberg zu. Die Stimmberechtigten bestätigten diesen Beschluss am 11. März 2012 in einer Abstimmung mit 75 zu 7 Stimmen. Die vier Gemeinden schlossen sich zum 1. Januar 2013 zur neuen Gemeinde Bözberg zusammen.

## Wappen
Die Blasonierung des ehemaligen Gemeindewappens lautet: «Gespalten von Gelb mit geastetem braunem Holzstamm und von Blau mit getatztem gelben Kreuz.» Das Kreuz erinnert an eine ehemalige Galluskapelle, der Holzstamm weist auf den heiligen Gallus hin, dem der Legende zufolge ein Bär Holz zugetragen hat. Das Wappen wurde 1953 eingeführt; den Antrag, die Farbe des Holzstamms in ein heraldisch korrektes Rot oder Schwarz zu ändern, lehnte die Gemeindeversammlung 2002 ab.

## Bevölkerung
Die Einwohnerzahlen entwickelten sich wie folgt:
| Jahr      | 1764 | 1850 | 1900 | 1930 | 1950 | 1960 | 1970 | 1980 | 1990 | 2000 | 2010 |
| Einwohner | 66   | 109  | 92   | 76   | 79   | 69   | 65   | 69   | 97   | 121  | 133  |

Am 31. Dezember 2012 lebten 131 Menschen in Gallenkirch, davon 9,2 % Ausländer. Bei der Volkszählung 2000 bezeichneten sich 55,4 % als reformiert und 27,3 % als römisch-katholisch; 17,3 % waren konfessionslos oder gehörten anderen Glaubensrichtungen an. 95,9 % gaben Deutsch als ihre Hauptsprache an.

## Verkehr
Gallenkirch liegt etwa 250 Meter südlich der Hauptstrasse 3 von Basel über den Bözbergpass nach Zürich und ist durch zwei Nebenstrassen mit dieser verbunden. Durch das Dorf verkehrt die Postautolinie vom Bahnhof Brugg nach Linn. An der Hauptstrasse halten auch die Postautos der Linie Brugg–Frick.